# Гакстгаузен, Аврора фон
Густава Шарлотта Марта Аврора фон Гакстгаузен (Хакстхаузен), урождённая Йюлленхоль (швед. Gustava Charlotta Märta Aurora von Haxthausen; 15 августа 1830, Вестергётланд — 7 февраля 1888, Стокгольм) — шведская писательница, пианистка и композитор.

## Биография
Аврора Йюлленхоль (Gyllenhaal) родилась 15 августа 1830 года в Дареторпе (Вестергётланд). Она происходила из аристократической семьи. Её отец, Карл Хенрик Йюлленхоль, был высокопоставленным чиновником и государственным министром. После того как в 1857 году отец умер во время эпидемии холеры, Аврора стала фрейлиной кронпринцессы Луизы. В 1873 году она вышла замуж за камергера Фердинанда фон Гакстгаузена. Детей у супругов не было.
Аврора фон Гакстгаузен, происходившая из аристократической семьи, была хорошо образована и обладала разнообразными талантами. Возможно, на неё оказал влияние приходившийся её родственником по материнской линии Карл Густаф Нордин, историк и епископ. Кроме того, одним из её кузенов был Густав Нордин, шведский дипломат в Петербурге, хорошо знакомый с А. С. Пушкиным. В доме Гакстгаузенов часто устраивались салоны, проводились концерты и литературные чтения. Частым гостем был Карл Сноилски.
В первую очередь Аврора была известна как одарённый музыкант и композитор, однако сочинений своих она не записывала. Известно, что она была автором марша, исполнявшегося на церемонии открытия Риксдага, а также праздничного полонеза, звучавшего во время бракосочетания кронпринца. На похоронах Авроры также исполнялась одна из её композиций, «Vid lifvets afton».
Помимо музыки, Аврора фон Гакстгаузен занималась литературной деятельностью, печатаясь под псевдонимом Клара Кульман (Klara Kuhlmann). Поскольку для неё, в отличие от многих писательниц XIX века, литературное творчество не было средством заработка, она в своих произведениях обращалась не столько к актуальным проблемам современности, сколько к более универсальным, вневременным темам. Многие из её сочинений основаны на воспоминаниях детства.
Аврора фон Гакстгаузен, всю жизнь имевшая слабое здоровье, умерла в 1880 году в возрасте 57 лет.